# La Sagrada Família amb Santa Anna (El Greco, Tipus-II, Hospital Tavera)
La Sagrada Familia amb Santa Anna és una obra d'El Greco, realitzada a l'oli sobre tela entre el 1595 i el 1596, durant el seu segon període toledà. Es conserva a l'Hospital de Tavera a Toledo. Al catàleg comentat de Harold Wethey figura en el nº. 85. i és el prototip del Tipus-II de la Sagrada Família en aquest catàleg.

## Temàtica de l'obra
Aquesta obra és una evolució del Tipus-I d'aquesta temática, però aquí el grup de la Sagrada Familia es complementa amb la inclusió de Santa Anna. Com al Tipus-I, veiem la Mare de Déu de la Llet.

## Anàlisi de l'obra
És una obra molt similar a aquelles produïdes per El Greco durant la seva estada a Roma. Per tant, aquest quadre té una gran lluminositat, i és molt pròxim a l'espectador, amb unes figures força estilitzades. Tanmateix, les pesades robes no permeten contemplar l'anatomia de les figures, llevat de Maria i de l'infant Jesús.
El rostre de la Verge Maria difereix del que veiem al Tipus-I. Tanmateix, és tan primorós com aquell, i de fet, és una de les imatges més conegudes de tot el corpus pictòric d'El Greco. Davant la hermosura i profunda humanitat d'aquest rostre, hom ha especulat que es tracti del de Jerónima de las Cuevas, únic amor conegut d'El Greco.
Com en l'anterior model, el Nen Jesús és massa gran i representat d'una forma naturalista, poc agraciada. Segons un estudi portat a terme a la Universitat de Castella la Manxa, el Nen Jesús d'aquest quadre sembla castrat, sense testicles. Gregorio Marañón comenta que El Greco sentia poca afinitat per la infància, i que aquest Nen Jesús en particular sembla un "hidrocéfalo desagradable".
L'actitud de Josep de Natzaret és diferent a la de l'anterior model, perquè aquí la seva mà esquerra acarona el peu esquerre del Nen. El vestit rosat de la Verge s'ha reealaborat, se manera que ara es veu fins a la cintura, i el mantell blau cobreix tota la seva falda. El color groc de la túnica de Sant Josep es repeteix en la roba que cobreix el Nen, formant una mena d'unió amb el color ataronjat del mantell de Santa Anna.
Com en l'anterior versió, en aquesta també el pintor elimina tota referència ambiental. El cel apareix cobert de núvols blancs, formant una mena d'aurèola al voltalt del cap de la Verge, donant una gran espiritualitat a l'escena.

## Procedència
Aquesta obra va ser donada a l'Hospital de Tavera per Teresa de Aguilera, viuda d'Alonso Capoche. És mencionada per primer lloc l'any 1631 a l'àtic del retaule lateral, on va romandre fins a l'any 1936.

## Estat de Conservació
Va ser danyat per escamots republicans durant la Guerra Civil espanyola. Acabada aquesta, va ser restaurat, i el seu estat actual és correcte.

## Còpies
Museu de Belles Arts de Budapest; Oli sobre llenç; 138 × 104 cm.; 1610-20 cm.; Escola d'El Greco; Còpia mediocre, segons H.E. Wethey